# What the Water Gave Me
«What the Water Gave Me» es una canción de la banda británica Florence and the Machine, publicada como el primer sencillo de su segundo álbum de estudio, Ceremonials (2011). Está compuesta por Florence Welch con la colaboración de Francis White y producida por Paul Epworth. Después de que la banda interpretara la canción en Berkeley, California, el 12 de junio de 2011, la versión del álbum del tema se estrenó en la web oficial de Florence and the Machine. El 23 de agosto, la banda editó la canción para su descarga en el Reino Unido y al día siguiente para el resto del mundo.
Welch escogió el título después de ver la pintura homónima de Frida Kahlo. En una entrevista, la cantante comentó que la letra estaba inspirada por la escritora británica Virginia Woolf.
«What the Water Gave Me» es una canción de art rock e indie pop interpretada con un tempo de 133 pulsaciones por minuto. Contiene varias clases de instrumentos, principalmente arpas y guitarras. «What the Water Gave Me» recibió comentarios positivos de los críticos que alabaron su sonido folk-rock y la voz de Welch. Un vídeo musical se grabó en los estudios Abbey Road, y muestra a la banda durante la grabación del álbum. Tras su lanzamiento, entró en varias listas, entre ellas en el UK Singles Chart (puesto veinticuatro) y el New Zealand Singles Chart (decimoquinta posición). Fue el segundo sencillo de Florence and the Machine que se posicionó en el Billboard Hot 100 tras «Dog Days Are Over» (puesto noventa y uno).

## Antecedentes

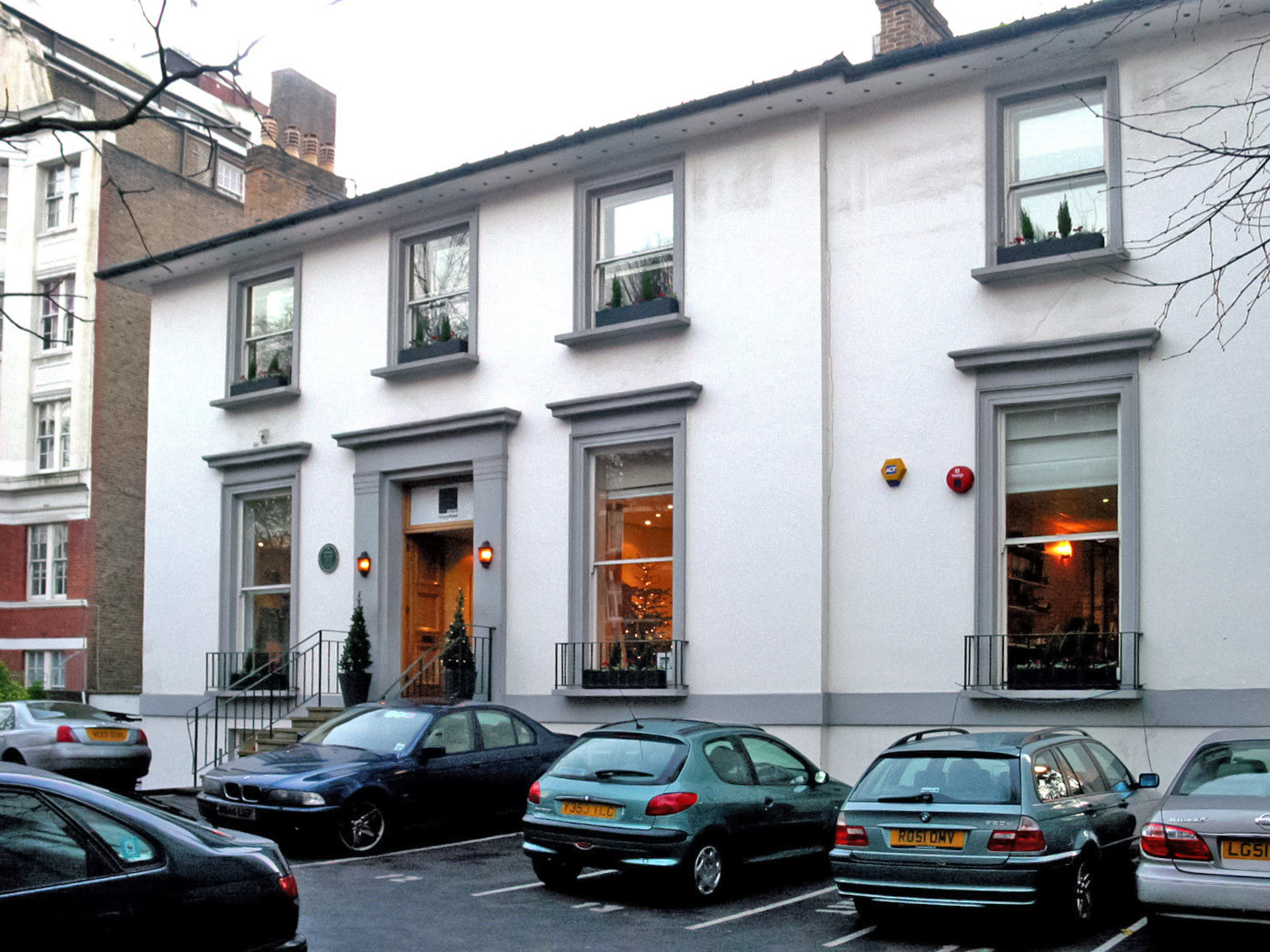
Estudios Abbey Road en Londres, donde la banda grabó la canción.

«What the Water Gave Me» fue compuesta por Florence Welch y Francis Anthony «Eg» White, producida por Paul Epworth y grabada en los estudios Abbey Road. El estreno en directo de la canción se produjo durante una actuación en Berkeley, California, el 12 de junio de 2011. El 23 de agosto del mismo año, la versión de estudio se publicó en la web oficial de la banda.
Florence Welch explicó sobre el significado de la letra que está «dedicada al agua. El océano es para mí uno de los espectáculos de la naturaleza más abrumadores. Cuando la estaba estaba pensando acerca de todas aquellas personas que habían perdido sus vidas en vanos intentos por salvar a sus seres queridos de ahogarse. Trata sobre el agua en todas las formas y cuerpos. Trata sobre muchas cosas; Virginia Woolf, y por supuesto Frida Kahlo, que pintó un hermoso cuadro que dio título a la canción». Durante una entrevista para NME, Welch añadió: «En cualquier momento, mientras compongo, las cosas van apareciendo. Cuando escribí la canción tenía cerca un libro sobre simbolismo, y en él estaba la pintura de Kahlo. Es bonito mezclar lo ordinario con lo extraordinario». La vocalista señaló además que la canción habla sobre «niños que son arrastrados por el mar y el intento de rescate por parte de sus padres».

## Composición
«What the Water Gave Me» tiene una duración de cinco minutos y medio y contiene voces etéreas, arpas y elementos del folk-rock. Un órgano de góspel, un coro y algunos «trinos» de guitarra proporcionan la parte instrumental. Según Bill Lamb de About, «la canción tiene tres minutos de estribillo a capella, pero es un presagio de lo que está por venir». Un redactor de Los Angeles Times escribió que el tema consiste en inmensas armonías de góspel y cantos tribales sobre arpas etéreas e intensas letras, mientras que NME alegó que comienza como un tema gótico de los '80 y la comparó con trabajos de The Cure y Siouxsie and the Banshees.
Al final de la pista, Welch intenta «un nuevo estilo de voz más suave» similar al de Elizabeth Fraser y Harriet Wheeler de The Sundays. Gordon Smart de The Sun admitió que «suena más pulida, con guitarras de rock junto al ya obligatorio sonido del arpa». Sobre el sonido de la canción, Jillian Mapes de Billboard dijo que «“What the Water Gave Me” tiene una intensidad tribal, con un buen balance entre cánticos e instrumentos de cuerda, destacando el fantástico sonido del arpa». William Goodman de Spin la calificó como «una ola de pop-góspel con arpa, piano y un bajo retumbante dirigida por la poderosa voz de Welch». En un artículo para la web HitFix, Katie Hasty dijo: «El sonido del arpa es simplemente lo mejor de la canción, mientras que la dinámica voz de Welch, capaz de sonar tranquila, triste y ruidosa, llega a ser poética».
El tema principal es la muerte de Virginia Woolf, con el paseo que hizo dirigiéndose hacia su final en el río con piedras en los bolsillos. El título de la canción está inspirado en una obra de Frida Kahlo. The Guardian escribió que «Welch mezcla escenas de suicidio con declaraciones de amor eterno sobre el sonido, el aleteo del arpa y la robustez de la guitarra». Según NME también tiene referencias al sol, las piedras y a Atlas. De acuerdo con la partitura publicada en el sitio Musicnotes por Universal Music Publishing Group, «What the Water Gave Me» es un tema de art rock interpretado en la tonalidad de 133 pulsaciones por minuto. Está compuesta en la clave de do menor y el registro vocal de Welch abarca desde la♭ a mi♭.

## Recepción crítica

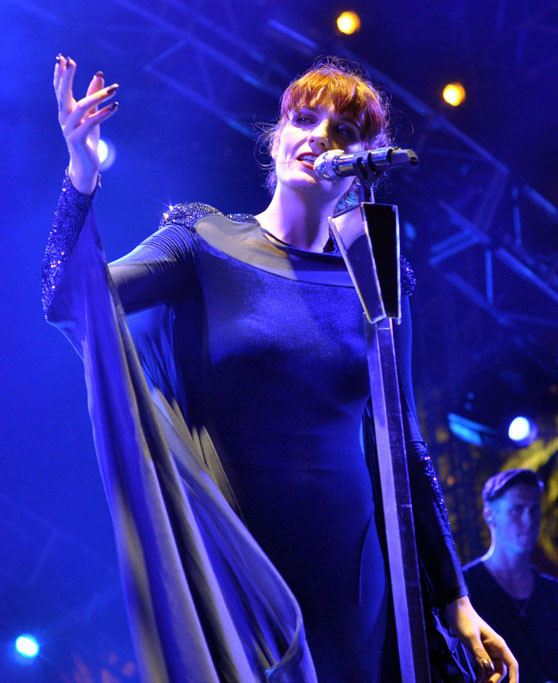
Florence Welch actuando en 2012 durante la gira promocional de Ceremonials.

Los críticos elogiaron a «What the Water Gave Me» y varios de ellos la calificaron como «épica». La opinión de los aficionados también fue positiva. Simon Vozick-Levinson de Rolling Stone le dio una puntuación de tres estrellas y media, y escribió que «empieza tranquila, con la voz de Welch pasando de poética a misteriosa». Sin embargo, Vozick-Levinson también declaró que «la vocalista aúlla sobre cómo aprender a continuar tras una relación fallida, antiguos gigantes griegos y posiblemente su propio ahogamiento. Parece relatar un mito, aunque no está muy claro como se relacionan las historias entre sí». Otro redactor de la misma publicación destacó que la canción es abrumadora en su grandilocuencia, pero delicada en sus detalles sonoros.
Bill Lamb del sitio About le dio cinco estrellas y felicitó su concepto, la «explosión» de alegría musical en los últimos minutos, las etéreas voces y las inolvidables letras de Welch. Lamb añadió: «Los últimos dos minutos abandonan cualquier restricción y Florence and the Machine da rienda suelta a algo que suena simplemente a placentera revelación». Para finalizar su crítica dijo: «Si hay justicia musical en los Estados Unidos, “What the Water Gave Me” será la siguiente “Rolling in the Deep”. Es una grabación que nos muestra cuán emocionante y poderosa debe ser una canción pop». Katie Hasty de HitFix declaró: «Para un tema de más de cinco minutos de duración, sobre el ahogamiento de una escritora, titulado como una famosa obra de arte e interpretado por Florence + the Machine; la palabra “épico” es perfectamente aceptable».
James Montgmery de MTV News la alabó llamándola «enormemente épica» y añadió que «parece destinada a dominar el circuito de festivales en un previsible futuro». The Guardian declaró que la canción es suficientemente melódica como para colapsarse bajo el peso de su propio drama. Kyle Anderson de Entertainment Weekly la aplaudió nombrándola «encantadora, apasionada e intensa» y concluyó diciendo que era muy diferente de las canciones de Lungs. La revista NME declaró: «La pista reafirma una épica de la que cualquiera estaría orgulloso. Una buena manera de suceder a Lungs». Gordon Smart del diario The Sun destacó que era «épica y evocadora» como los anteriores sencillos «Dog Days Are Over» y «Rabbit Heart (Raise It Up)».

## Video musical
Un vídeo musical de la canción se estrenó en YouTube el 23 de agosto de 2011. Welch también compartió la noticia en su cuenta oficial de Twitter. El vídeo muestra escenas de la banda trabajando con el productor Paul Epworth durante las sesiones de grabación de los estudios Abbey Road, intercaladas con imágenes de Welch cantando la canción. Rolling Stone lo elogió diciendo que «la banda empuja su sonido góspel a un extremo explosivo». Leah Collins escribió para la revista Dose que el videoclip contiene varias imágenes de caleidoscopio y destacó las escenas en el estudio. Jillian Mapes de Billboard dijo que «Florence muestra su lado frívolo en el estudio y su lado etéreo cuando canta el tema».

## Formato
| Sencillo digital |                          |          |  |
| N.º              | Título                   | Duración |  |
| 1.               | «What the Water Gave Me» | 5:32     |  |

## Posicionamiento en las listas
La canción debutó en el puesto noventa y uno del Billboard Hot 100, siendo el segundo tema de la banda en aparecer en la lista tras «Dog Days Are Over»; además entró en los conteos Alternative Songs (29), Rock Songs (34) y Digital Songs (34). En la lista canadiense de sencillos alcanzó el puesto setenta y dos. En el Australian Singles Chart debutó en el número treinta y cinco, y descendió hasta el puesto cuarenta y tres en la siguiente semana. En Nueva Zelanda alcanzó la decimoquinta posición. En el UK Singles Chart llegó a alcanzar el puesto veinticuatro y en el Irish Single Charts alcanzó la decimotercera posición. «What the Water Gave Me» también entró en las listas escocesas; llegó al puesto veinticuatro. En las dos regiones de Bélgica, Flandes y Valonia, el sencillo llegó al puesto dos y cuarenta y dos, respectivamente, de la lista Ultratip.
| Lista                              | Posición máxima | Ref.   |
| ---------------------------------- | --------------- | ------ |
| Australia (ARIA)                   | 35              | [ 25 ] |
| Bélgica (Ultratip Flanders)        | 2               | [ 30 ] |
| Bélgica (Ultratip Wallonia)        | 42              | [ 31 ] |
| Canadá (Canadian Hot 100)          | 72              | [ 24 ] |
| Escocia (Top 40 Scottish Singles)  | 24              | [ 29 ] |
| Estados Unidos (Hot 100)           | 91              | [ 24 ] |
| Estados Unidos (Alternative Songs) | 29              | [ 24 ] |
| Estados Unidos (Digital Songs)     | 68              | [ 24 ] |
| Estados Unidos (Rock Songs)        | 34              | [ 24 ] |
| Irlanda (Irish Single Charts)      | 13              | [ 28 ] |
| Nueva Zelanda (RIANZ)              | 15              | [ 26 ] |
| Reino Unido (UK Singles)           | 24              | [ 27 ] |

## Créditos
| - Florence Welch - voz principal - Rusty Bradshaw - teclado - Christopher Lloyd Hayden - batería y coros - Mark Saunders - bajo y coros - Tom Monger - arpa - Robert Ackroyd - guitarra - Ben Roulston - coros - Jack Penate - coros - Sian Alice - coros - Lisa Moorish - coros - Jesse Ware - coros | - Paul Epworth - producción - Mark Rankin - ingeniero - Craig Silvey - mezcla - Bryan Wilson - asistente de mezcla - Ted Jensen - masterización |

Fuente:Libreto del álbum Ceremonials.